# Арп (Техас)
Арп (англ. Arp) — місто (англ. city) в США, в окрузі Сміт штату Техас. Населення — 892 особи (2020).

## Географія
Арп розташований за координатами 32°13′34″ пн. ш. 95°3′9″ зх. д. / 32.22611° пн. ш. 95.05250° зх. д. (32.226002, -95.052538).  За даними Бюро перепису населення США в 2010 році місто мало площу 6,83 км², з яких 6,78 км² — суходіл та 0,05 км² — водойми.

## Демографія
Згідно з переписом 2010 року, у місті мешкало 970 осіб у 359 домогосподарствах у складі 265 родин. Густота населення становила 142 особи/км².  Було 413 помешкання (60/км²).
Расовий склад населення:
| - 91,4 % — білих - 4,3 % — чорних або афроамериканців - 0,8 % — корінних американців - 0,3 % — азіатів - 1,5 % — осіб інших рас |

До двох чи більше рас належало 1,5 %. Частка іспаномовних становила 6,2 % від усіх жителів.
За віковим діапазоном населення розподілялося таким чином: 27,2 % — особи молодші 18 років, 58,2 % — особи у віці 18—64 років, 14,6 % — особи у віці 65 років та старші. Медіана віку мешканця становила 38,4 року. На 100 осіб жіночої статі у місті припадало 92,1 чоловіків;  на 100 жінок у віці від 18 років та старших — 85,3 чоловіків також старших 18 років.
Середній дохід на одне домашнє господарство  становив 66 983 долари США (медіана — 53 594), а середній дохід на одну сім'ю — 77 259 доларів (медіана — 58 696). За межею бідності перебувало 15,2 % осіб, у тому числі 31,0 % дітей у віці до 18 років та 4,4 % осіб у віці 65 років та старших.
Цивільне працевлаштоване населення становило 409 осіб. Основні галузі зайнятості: освіта, охорона здоров'я та соціальна допомога — 17,1 %, роздрібна торгівля — 16,1 %, сільське господарство, лісництво, риболовля — 11,7 %, транспорт — 8,8 %.